# Endopleura uchi
Endopleura uchi är en tvåhjärtbladig växtart som först beskrevs av Huber, och fick sitt nu gällande namn av José Cuatrecasas. Endopleura uchi ingår i släktet Endopleura och familjen Humiriaceae. Inga underarter finns listade i Catalogue of Life.